# 奧爾日察區

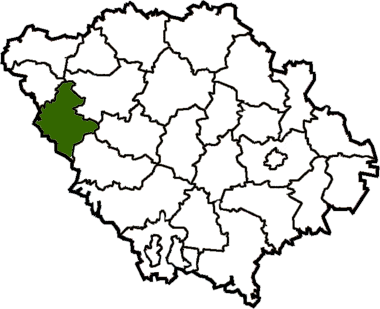
奧爾日察區在波爾塔瓦州的位置

奧爾日察區（烏克蘭語：Оржицький район）是位於烏克蘭中部波爾塔瓦州的舊區，原行政中心为奧爾日察，2020年烏克蘭行政區劃改革後被撤銷，併入盧布尼區。該區面積1,000平方公里，2015年人口24,454人，人口密度每平方公里24.45人。